# Michael Schwarz (Dokumentarfilmer)
Michael Schwarz (* 1979 in Nürnberg) ist ein deutscher Regisseur und Dokumentarfilmer.

## Leben
Nach dem Abitur am Helene-Lange-Gymnasium in Fürth war Schwarz für mehrere Film- und Fernsehproduktionen tätig und arbeitete als Regieassistent und Script Supervisor für die ZDF-Serie Siska. Er studierte danach Film- und Theaterwissenschaften an der Johannes Gutenberg-Universität Mainz und war Meisterschüler bei Harald Schleicher an der Filmklasse der Kunsthochschule Mainz. Im Jahr 2009 gründete er zusammen mit dem Kameramann und Produzenten Alexander Griesser die Produktionsfirma nachtschwärmerfilm, die neben Image- und Werbefilmen eigene Dokumentarfilme realisiert.
Michael Schwarz lebt und arbeitet in Mainz. Im Oktober 2023 wurde er zusammen mit dem Filmwissenschaftler Marcus Stiglegger und dem Kulturmanager Urs Spörri als Kulturberater der Stadt Mainz vorgestellt, um ein Kinokonzept für die Landeshauptstadt zu entwickeln.

## Werk
Schon während seines Studiums produzierte Schwarz mehrere dokumentarische Kurzfilme, die auf nationalen und internationalen Filmfestivals liefen. Sein Diplomfilm Kursdorf (2011) über das „lauteste Dorf Deutschlands“ feierte seine Premiere auf dem Kasseler Dokfest und gewann mehrere Preise, unter anderem auf den Bamberger Kurzfilmtagen (als Bester Dokumentarfilm) und auf dem Filmkunstfest Mecklenburg-Vorpommern (Beste Bildgestaltung).
Zu den wiederkehrenden Motiven in den Filmen von Schwarz zählt das Ringen von alltäglichen Menschen, sich ihren privaten und beruflichen Traum vom Glück zu erfüllen. In seinem dokumentarischen Erstlingswerk Der König der Statisten (2007) porträtierte er den Münchner Autogrammsammler und Komparsen Wolfgang Maier. Der Film wurde 2008 für das Internationale Programm des Filmfests München ausgewählt. Der Film Dolce Vita (2008) zeigt ein Paar, das in Ingelheim am Rhein gemeinsam einen Swingerclub betreibt. Im Mittelpunkt von Peter Rist, Idealist (2013) stehen der Lokalpolitiker Peter Rist und sein Versuch, sich als Schlagersänger und Unterhaltungskünstler zu etablieren.
Daneben behandelt Schwarz Themen von politischer und sozialer Relevanz. Für sein Langfilmdebüt Die Kandidaten (2019) begleitete er die rheinland-pfälzischen Jungpolitikerinnen und Jungpolitiker Thomas Hitschler, Misbah Khan, Jan Metzler, Sebastian Münzenmaier sowie David Dietz und Maximilian Keck im Wahlkampf zur Bundestagswahl 2017. Der Film feierte seine internationale Premiere auf dem Kolkata International Film Festival in Indien und war für den Wettbewerb Dokumentarfilm des Filmfestivals Max Ophüls Preis nominiert. Der Nachfolgefilm INNdependence (2020) entstand während der Covid-19-Pandemie und erzählt die Geschichte von drei wohnungslosen Menschen, die zur Zeit des „Lockdowns“ 64 Tage lang in einem Mainzer Hotel unterkommen. Der Film wurde mit dem Prädikat „besonders wertvoll“ ausgezeichnet und feierte seine Premiere auf den Internationalen Hofer Filmtagen, die internationale Premiere fand im Rahmen des Programms “Short Export 2021 – Made in Germany” auf dem Festival du Court-Métrage de Clermont-Ferrand statt.
Für den Langfilm Der Tod ist ein Arschloch (2025) begleitete Schwarz den Berliner Bestatter Eric Wrede und dessen Kolleginnen bei ihrer Arbeit. Der Film feierte seine Premiere im Dokumentarfilmwettbewerb des Filmfestivals Max Ophüls Preis und wurde mit dem „Prädikat besonders wertvoll“ ausgezeichnet. Die internationale Premiere fand auf dem Internationalen Filmfestival Shanghai statt.

## Filmografie (Auswahl)
- 2007: Der König der Statisten (Dokumentarfilm, 19 Min.)
- 2008: Dolce Vita (Dokumentarfilm, 13 Min.)
- 2009: Advent (Dokumentarfilm, 3 Min.)
- 2011: Kursdorf (Dokumentarfilm, 15 Min.)
- 2013: Peter Rist, Idealist (Dokumentarfilm, 19 Min.)
- 2014: Color Victim (Experimentalfilm, 2 Min.)
- 2015: Metatron (Experimentalfilm, 3 Min.)
- 2015: Der Champion von Palästina (Dokumentarfilm, 4 Min., Konzept & Trailer)
- 2016: 47 (Dokumentarfilm, 15 Min.)
- 2016: Vom Schweben (Experimentalfilm, 3 Min.)
- 2019: Die Kandidaten (Dokumentarfilm, 82 Min.)
- 2020: INNdependence (Dokumentarfilm, 15 Min.)
- 2025: Der Tod ist ein Arschloch (Dokumentarfilm, 79 Min.)

## Auszeichnungen und Nominierungen (Auswahl)
- 2008: „Prädikat wertvoll“ der Deutschen Film- und Medienbewertung für Der König der Statisten[12]
- 2008: Nominierung für das Internationale Programm beim Filmfest München für Der König der Statisten[4]
- 2008: „Prädikat wertvoll“ der Deutschen Film- und Medienbewertung für Dolce Vita[13]
- 2011: „Prädikat besonders“ wertvoll der Deutschen Film- und Medienbewertung für Kursdorf[14]
- 2011: Kurzfilm des Monats April der Deutschen Film- und Medienbewertung für Kursdorf[15]
- 2012: Bamberger Reiter für den Besten Dokumentarfilm bei den Bamberger Kurzfilmtagen für Kursdorf[3]
- 2012: Preis für die Beste Bildgestaltung beim Filmkunstfest Mecklenburg-Vorpommern für Kursdorf[3]
- 2012: Wand 5-Ehrenpreis beim Stuttgarter Filmwinter für Kursdorf[3]
- 2013: „Prädikat wertvoll“ der Deutschen Film- und Medienbewertung für Peter Rist, Idealist[16]
- 2015: Eröffnungsfilm beim Filmfest Dresden für Color Victim[17]
- 2019: Nominierung für den Wettbewerb Dokumentarfilm beim Filmfestival Max Ophüls Preis für Die Kandidaten[6]
- 2019: Nominierung Focus Germany beim Kolkata International Film Festival für Die Kandidaten[5]
- 2019: „Prädikat wertvoll“ der Deutschen Film- und Medienbewertung für Die Kandidaten[18]
- 2020: „Prädikat besonders wertvoll“ der Deutschen Film- und Medienbewertung für INNdependence[19]
- 2020: Official Selection bei den Internationalen Hofer Filmtagen für INNdependence[7]
- 2020: Publikumspreis Lokaler Kurzfilmwettbewerb beim FILMZ – Festival des deutschen Kinos für INNdependence[20]
- 2021: Preis des Festivalteams bei den Kurzfilmtagen Thalmässing für INNdependence[21]
- 2022: Doku-Filmpreis beim kontrast Filmfest Bayreuth für INNdependence[22]
- 2025: Nominierung für den Wettbewerb Dokumentarfilm beim Filmfestival Max Ophüls Preis für Der Tod ist ein Arschloch[23]
- 2025: „Prädikat besonders wertvoll“ der Deutschen Film- und Medienbewertung für Der Tod ist ein Arschloch[24]
- 2025: Nominierung für den Wettbewerb Dokumentarfilm beim Achtung Berlin Filmfestival für Der Tod ist ein Arschloch[25]
- 2025: Nominierung für den Wettbewerb Regionale Langfilme beim Lichter Filmfest Frankfurt International für Der Tod ist ein Arschloch[26]
- 2025: Official Selection beim Internationalen Filmfestival Shanghai für Der Tod ist ein Arschloch[11]